# زبان اشاره یوگوسلاویایی
زبان اشاره یوگوسلاویایی که با نام‌های زبان اشاره بوسنیایی، زبان اشاره کرواتی، زبان اشاره کوزوویی، زبان اشاره مقدونیه‌ای، زبان اشاره صربستانی و زبان اشاره اسلوونیایی نیز شناخته می‌شود، زبان اشاره‌ای است که توسط ناشنوایان و کم شنوایان در میان کشورهای یوگسلاوی پیشین استفاده می‌شود. گزارش شده‌است که این گونه‌ها از نظر متقابل قابل درک هستند.